# Gary Braasch
Gary Braasch (Omaha (Nebraska), 10 février 1946 - Grande Barrière, 7 mars 2016) est un photographe environnemental et un écrivain américain qui s'intéressait à la nature et à la biodiversité dans le monde entier. Il est né à Omaha, et s'est installé dans l'Oregon.

## Biographie
Il décède à l’âge de 72 ans lors d’une plongée en apnée sur la Grande Barrière de Corail le 7 mars 2016,.

### Photographe professionnel

#### Durée d'activité
Gary Braasch est photographe pendant plus de 40 ans et est publié par des magazines de renom tels que : Time, Life, The New York Times Magazine, Discover, National Geographic et Nature.

Il est reconnu comme Outstanding Nature Photographer (« Photographe exceptionnel de la nature » en anglais) par la North American Nature Photography Association.

#### Publications
Le travail de Braasch a été publié à de nombreuses reprises dans le domaine de la sensibilisation à l'environnement dans plusieurs magazines et maisons d'édition.
- (en) Antarctic Seabird Research (International Wildlife)

- (en) Great Smoky Mountains National Park Biodiversity (Audubon)

- (en) The Threat of Oil Drilling in Alaska's Arctic (BBC Wildlife)

- (en) Tropical Forest Studies in Peru (The Nature Conservancy)

- (en) Anaconda Research in Venezuela (Smithsonian)

- (en) Honeybees and Native Pollinators (Natural History)

- (en) Endangered Wood Stork Nesting in the Everglades (Audubon)

- (en) Rare Plant Rescue in Hawaii (Smithsonian et Discover)

- (en) Climate Change in Florida and Alaska (Natural Resources Defense Council)

- (en) Earth under Fire: How Global Warming Is Changing the World avec Bill McKibben (2009, University of California Press.  (ISBN 978-0520260252))

## Récompenses
- 2006 : prix Ansel-Adams.

## Sources
- (en) Cet article est partiellement ou en totalité issu de l’article de Wikipédia en anglais intitulé « Gary Braasch » (voir la liste des auteurs).